# Bernard Foccroulle

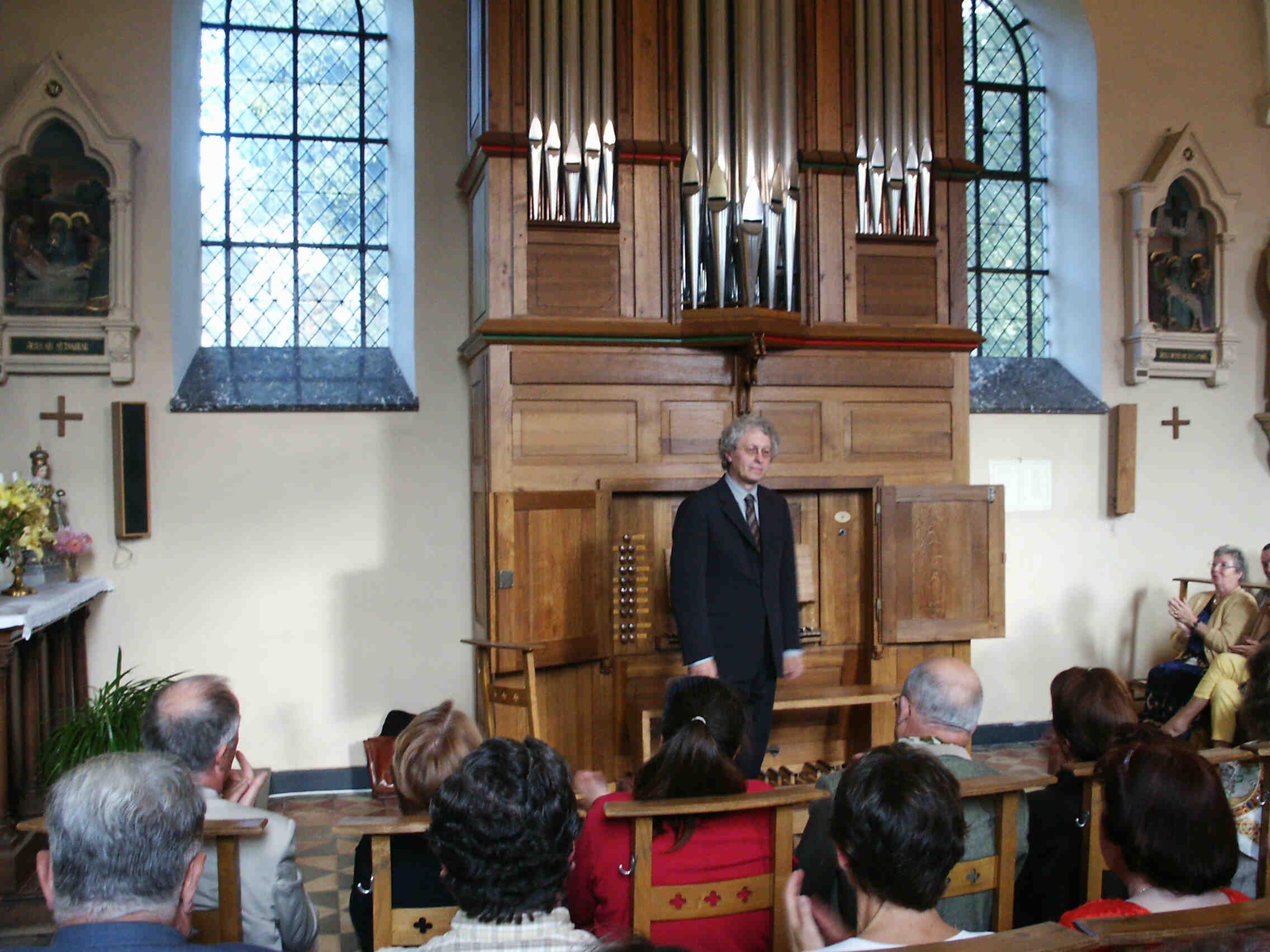
Bernard Foccroulle

Bernard Foccroulle, (Luik, 23 november 1953) is een Belgisch organist, componist en operadirecteur.

## Levensloop
Foccroule studeerde orgel aan het Koninklijk Conservatorium van Luik, onder de leiding van Hubert Schoonbroodt. Hij studeerde verder bij Xavier Darasse, Bernard Lagacé en Gustav Leonhardt. Op het Festival van Royan voor hedendaagse kunst in 1974 begon zijn internationale carrière. Hij vestigde zijn naam zowel door het uitvoeren van barokmuziek (meer bepaald werk van Johann Sebastian Bach) als van hedendaagse muziek. Ondertussen werd hij ook voorzitter van Jeugd en Muziek.
Docent muziekanalyse geworden aan het Koninklijk Conservatorium van Luik, componeerde hij talrijke stukken voor orgel, viola da gamba en kamerorkest.

## Muntschouwburg
In januari 1992 volgde hij Gerard Mortier op als directeur van de Koninklijke Muntschouwburg. De opvolging was een uitdaging, want Mortier had van de 'Munt' een van de grote Europese operahuizen gemaakt. Volgens de algemene beoordeling slaagde Foccroulle hierin voortreffelijk. In 2007 werd hij opgevolgd door Peter De Caluwe.
Hij nam vervolgens de leiding van het 'Festival international d'art lyrique' in Aix-en-Provence. 

## Andere activiteiten
Foccroulle schreef de inleiding in het boek Dictionnaire des danseurs, choréographes et maîtres de danse à Bruxelles de 1600 à 1830 van Jean-Philippe Van Aelbrouck (uitgeverij Pierre Mardaga, Luik, 1994).
Hij werd voorzitter van de 'Association Opera Europa', met hoofdzetel in Brussel, die 104 operahuizen uit 33 landen verenigt. Hij is ook, sinds 29 mai 2009 geassocieerd lid van de Académie royale de Belgique, in de klas 'Technologie et Société'. Vanaf 2009 was hij ook docent orgel aan het Koninklijk Conservatorium van Brussel.
In 2023 ging Foccroulles eerste opera in première, Cassandra, op een libretto van Matthew Jocelyne. De opera behandelt het klimaatprobleem door een vergelijking te maken met de klassieke mythe van Cassandra. Foccroulle opende hiermee het operaseizoen 2023-2024 van de Koninklijke Muntschouwburg.

## Discografie
Foccroulle heeft een rijke collectie aan uitvoeringen geproduceerd, met onder meer het integrale oeuvre voor orgel van Johann Sebastian Bach en Dietrich Buxtehude. Hij heeft opnamen gewijd aan de fugakunst.

## Erkenning
Op 15 januari 2024 werd in het Belgische Louvain-la-Neuve aan Bernard Foccroulle de graad van doctor honoris causa verleend in een gemeenschappelijke viering van de KU Leuven en de UCLouvain. De gemeenschappelijke toekenning gebeurde in het kader van de nakende viering van de 600ste verjaardag van de Leuvense universiteit, gesticht in 1425. Hij werd gepromoveerd voor zijn inzet voor de opleiding en ondersteuning van jonge artiesten, zijn openheid voor andere muzikale tradities, en zijn onophoudelijke aandacht voor een grotere toegankelijkheid van cultuur voor iedereen.